# Historieta de autor
El cómic de autor fue un movimiento de vanguardia dentro de la historieta occidental de los años sesenta y setenta del siglo XX que defendía una concepción del historietista como autor completo, es decir, como un dibujante/guionista que no tuviese más cortapisas que su propio gusto. Estas historietas de vanguardia crearon, por otro lado, un sentimiento de grupo, con una serie de autores que quisieron renovar los lenguajes de la historieta y emplear sus códigos para contar historias o expresar sentimientos, emociones, contenidos… que antes consideraban fuera de su alcance.

## Trayectoria
El fenómeno del cómic de autor surgió en Francia a finales de los años 1960, aunque se arguye que su origen se remonta a las obras producidas por autores como el dibujante italiano Hugo Pratt, el guionista argentino Héctor Germán Oesterheld, el dibujante Alberto Breccia y otros a fines de los años 50 en Buenos Aires,
Lo cierto es que la historieta de autor, como banderín de enganche, se extendió a principios de los años 70 desde Francia a Italia y a finales de esta década a Estados Unidos y España. En este último país, que vivía su boom del cómic adulto, destacaron Alfonso Font, Víctor de la Fuente, Carlos Giménez o José M. Beá.

## Valoración
Se puede decir que este término es poco apropiado, ya que supone una minusvaloración de los historietistas anteriores. Ya en 1983, Jaime Juez afirmaba que conllevaba el riesgo de «amanerarse, o repetirse, recurriendo a los temas que le son más propicios de dibujar al “autor”. A la larga, serviría frecuentemente solo para evidenciar el vacío o la pretenciosidad que el dibujante albergaba tras novedosas soluciones de estilo».